# Abarim

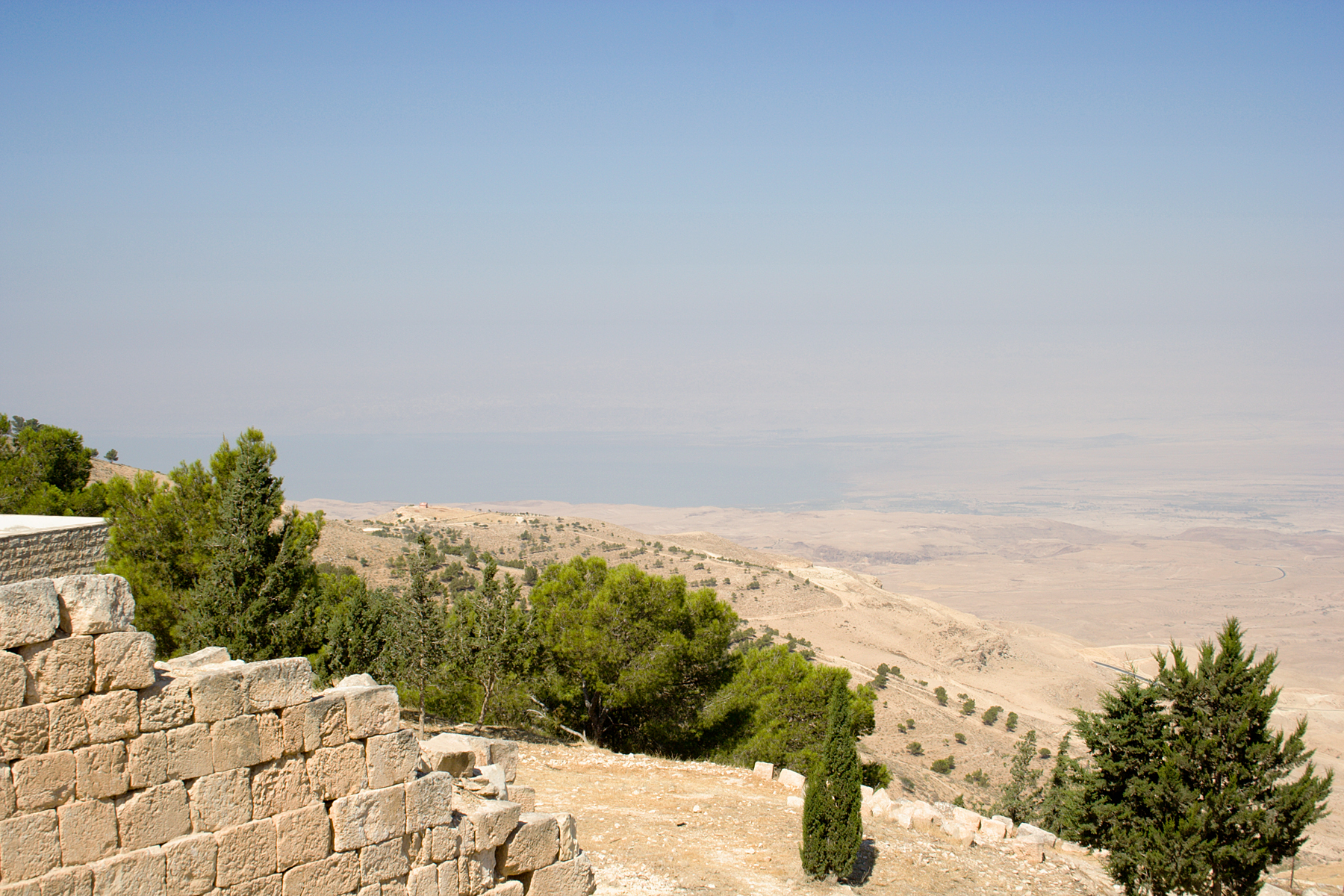
Zicht op de Dode Zee vanaf de berg Nebo.

Abarim (Hebreeuws: הָרֵי הָעֲבָרִים) is een bergketen gelegen in het huidige Jordanië ten oosten van de Dode Zee. De keten begint ter hoogte van Jericho en loopt door tot diep in de Arabische woestijn. Het noordelijk deel van deze keten, waarin ook de Nebo is gelegen, wordt Phasga of Pisga genoemd. De hoogste piek in Phasga is de Nebo (802m) die meestal geassocieerd wordt met de plaats waar Mozes, vóór hij stierf op de leeftijd van 120 jaar, uitkeek over het Beloofde Land, nadat hij zijn volk veertig jaar lang door de wildernis had geleid. De berg Pisga die ook deel zou uitmaken van de Abarim wordt vernoemd in het Bijbelboek Numeri in het verhaal van Balak en Bileam. Ook de berg Peor vernoemd in hetzelfde Bijbelverhaal zou in deze regio moeten gezocht worden.